# 翁晓洁
翁晓洁（1987年7月27日—），中国足球运动员，中国国家女子足球队成员，司职守门员。曾代表中国参加2008年亚足联女子亚洲杯和2010年亚足联女子亚洲杯。